# Getskären
Getskären är öar i Finland. De ligger i Skärgårdshavet och i kommunen Pargas i landskapet Egentliga Finland, i den sydvästra delen av landet. Öarna ligger omkring 43 kilometer sydväst om Åbo och omkring 180 kilometer väster om Helsingfors.
Arean för den av öarna koordinaterna pekar på är 2,4 hektar och dess största längd är 210 meter i nord-sydlig riktning. I omgivningarna runt Getskären växer i huvudsak barrskog. Runt Getskären är det glesbefolkat, med 8 invånare per kvadratkilometer. Närmaste större samhälle är Nagu, 12,5 km öster om Getskären.